# Metaphoenia amelaena
Metaphoenia amelaena là một loài bướm đêm trong họ Noctuidae.